# Cambiare stato
Cambiare stato è un singolo del rapper italiano Shade, pubblicato il 25 giugno 2014 come primo estratto dell'album Mirabilansia.

## Tracce
Testi di Vito Ventura, Daniele Lazzarin, Riccardo Pietro Garifo, musiche di Daniele Lazzarin, Riccardo Pietro Garifo.
1. Cambiare stato – 3:20